# 4. Maj Kollegiet i Aarhus
4. Maj Kollegiet i Aarhus er et studenterkollegium beliggende på Fuglesangs Allé 24 i Aarhus. 
Kollegiet er stiftet af Frihedsfonden som det første af i alt ni 4. Maj Kollegier i Danmark. 
Som kollegianer optages unge, der søger en uddannelse i Aarhus-området. Efterkommere af aktive deltagere i det danske folks modstandskamp mod den tyske besættelsesmagt under 2. Verdenskrig har fortrinsret til optagelse på kollegiet. Kollegiet har 55 værelser.
4. Maj Kollegiet er opført 1949-1950 og tegnet af arkitekt C.F. Møller, som også er arkitekten bag kollegiets nærmeste naboer: Handelshøjskolen i Aarhus, Det Jyske Musikkonservatorium, Tandlægekollegiet, Møllevangskirken og ikke mindst Universitetet som ligger i gåafstand fra kollegiet.
Stedet har egen grønnegård med gamle træer, og lige uden for hoveddøren ligger Tjørnelunden – en smuk lille mindepark.
Kollegiets nuværende administrator, også kaldet efor, er Jørgen Jensen.

## Levende monument
Kollegiet er stiftet af Frihedsfonden til minde om Danmarks frihedskamp 1940-45. Dette ses bl.a. ved værelser og fællesrum er opkaldt efter frihedskæmperne, og ligeledes hænger der på gangene plancher om frihedskampen. 
Kollegiet højtideligholder besættelsestidens mindedage, f.eks. 9. april og 4. maj. 
Der er årligt også studietur på kollegianerne til et sted der var betydningsfuldt under 2. Verdenskrig, fx Prag, München og Normandiet.
I kollegiets formålsparagraf står der: 
| Citat | At Kollegiet skal være et hjem for unge under uddannelse, som gennem et fælles kollegieliv med kammerater fra forskellige samfundslag kan nå frem til den samhørighedsfølelse, der er en betingelse for en sund udvikling af demokrati og frisind, som var Frihedskampens målsætning. | Citat |
|       | |       |

## Tjørnelunden
Foran kollegiet ligger den mindre mindepark Tjørnelunden. I en mindelund ved kollegiet er der flere mindetavler og mindesmærker. Mindeparken er som en inskriptionen lyder: Aarhus By rejste dette minde om frihedskampens ofre 1940 – 1945.
En inskriptionen lyder:
Hørte du råbet
menneske bror
rejs dig af støvet
blir i din jord
En anden inskriptionen lyder:
Drenge I drenge som døde
I tændte for Danmark
i dybeste mulm
en lysende morgenrøde
-Kaj Munk

## Kendte beboere
- Inge Eriksen, forfatter
- Ulrik Federspiel, tidl. ambassadør og departementschef
- Tøger Seidenfaden, tidl. chefredaktør
- Lotte Mejlhede, journalist og korrespondent